# Encore (álbum de Tangerine Dream)
Encore es el nombre del segundo álbum en vivo del grupo alemán de música electrónica Tangerine Dream. Publicado en 1977 por Virgin Records es el último trabajo del grupo con la considerada "formación clásica" formada por Chistopher Franke, Edgar Froese y Peter Baumann.
Jim Brenholds de AllMusic lo califica como "uno de los mejores álbumes en vivo de Tangerine Dream (...) es genuinamente Tangerine Dream pero pueden encontrarse similitudes estilísticas con grupos como Genesis o Pink Floyd".

## Producción
El disco, originalmente un doble vinilo, está formado por cuatro largos temas grabados durante la gira que el grupo realizó por Estados Unidos ese mismo año. En 1977 realizaron conciertos en ciudades como Los Ángeles, Cleveland, Washington y Nueva York. Durante la segunda parte de la gira Peter Baumann comunicó a Franke y Froese que, debido a sus compromisos personales, no podía seguir siendo integrante a tiempo completo de la banda.

"Nos encontrábamos en una situación crítica estilísticamente. Queríamos seguir avanzando, crear cosas nuevas y adquirir más equipo, aprender muchas cosas nuevas. Al construir su propio estudio ni siquiera podía ensayar con nosotros. (...) Fue un poco extraño durante la gira por Estados Unidos cuando dijo: 'Sí, tengo que volver a Berlín por unos días para ver a un tipo que está haciendo la acústica en el estudio'.(...) Pero de todos modos no nos separamos peleados.(...) Renunció a lo que creo que era una banda creativa y ahora está sentado en una habitación en algún lugar tocando algún tipo de música. Aun así, si él se siente bien, entonces eso está bien."
Edgar Froese (1980) 

Esta separación, de carácter amistoso, se hizo efectiva en noviembre de 1977 y desde entonces Baumann se dedicó a proyectos en solitario, labores de producción y, ya en los años 80, en la fundación de su propio sello discográfico Private Music con los que Tangerine Dream firmaría a finales de los años 1980 un contrato discográfico.

"Peter era una persona muy inteligente. Pero siempre nos preguntábamos si era un músico de corazón profundo. Podía interpretar música pero también podía hacer otras cosas. Yo y Edgar nacimos para la música e hicimos música. Peter estuvo con nosotros y durante mucho tiempo entendió exactamente lo que estábamos haciendo, así que compartimos muchas experiencias musicales. La especialidad de Peter era concebir la música: la discutimos y luego la interpretábamos. Sabía que la buena música no solo proviene del virtuosismo sino también del estado mental. Ese concepto fue muy importante para nosotros porque componíamos música de forma libre. Pero Peter siempre tuvo un deseo de ir más allá. Soñaba con una vida más chic y orientada al yuppie mientras que Edgar y yo estábamos más interesados en ser realistas y continuar por el camino."
Christopher Franke 

Encore se considera uno de los mejores álbumes en vivo de la extensa trayectoria del grupo. Ha sido reeditado en numerosos formatos y ocasiones, publicándose en 1984 por primera vez en disco compacto, en versión remasterizada en 1995 o en la caja compilatoria The Virgin Years en 2012.

## Lista de temas
| N.º   | Título             | Escritor(es)                                  | Duración |  |
| 1.    | «Cherokee Lane»    | Christopher Franke Edgar Froese Peter Baumann | 16:19    |  |
| 2.    | «Monolight»        | Christopher Franke Edgar Froese Peter Baumann | 19:54    |  |
| 3.    | «Coldwater Canyon» | Christopher Franke Edgar Froese Peter Baumann | 18:06    |  |
| 4.    | «Desert Dream»     | Christopher Franke Edgar Froese Peter Baumann | 17:30    |  |
| 71:49 |                    |                                               |          |  |

## Personal
- Christopher Franke - sintetizador, secuenciadores, percusión electrónica, masterización, ingeniería de grabación y producción
- Edgar Froese - guitarra, mellotrón, grand piano, sintetizador, diseño gráfico, masterización, ingeniería de grabación y producción
- Peter Baumann - sintetizador, secuenciadores, piano eléctrico, vocoder, mezcla, masterización, ingeniería de grabación y producción
- Monique Froese - fotografía